# Зюдброкмерланд
Зюдброкмерланд (нем. Südbrookmerland) — община в Германии, в земле Нижняя Саксония.
Входит в состав района Аурих. Население составляет 19 010 человек (на 31 декабря 2010 года). Занимает площадь 96,8 км².
Коммуна подразделяется на 10 сельских округов.
| Год  | Население |
| ---- | --------- |
| 1990 | 15 545    |
| 1995 | 16 977    |
| 2000 | 18 332    |
| 2005 | 19 034    |
| 2010 | 19 062    |